# Rally-VM 1990
Rally-VM 1990 kördes över 12 omgångar. Carlos Sainz vann titeln. Det var första gången en spanjor blev mästare i ett sanktionerat individuellt världsmästerskap på fyra hjul.

## Delsegrare
| Rally               | Vinnare         | Märke      |
| ------------------- | --------------- | ---------- |
| Monte Carlo-rallyt  | Didier Auriol   | Lancia     |
| Portugisiska rallyt | Miki Biasion    | Lancia     |
| Safarirallyt        | Björn Waldegård | Toyota     |
| Korsikanska rallyt  | Didier Auriol   | Lancia     |
| Akropolisrallyt     | Carlos Sainz    | Toyota     |
| Nyzeeländska rallyt | Carlos Sainz    | Toyota     |
| Argentinska rallyt  | Miki Biasion    | Lancia     |
| Finska rallyt       | Carlos Sainz    | Toyota     |
| Australienrallyt    | Juha Kankkunen  | Lancia     |
| Sanremorallyt       | Didier Auriol   | Lancia     |
| Elfenbenskustrallyt | Patrick Tauziac | Mitsubishi |
| Brittiska rallyt    | Carlos Sainz    | Toyota     |

## Slutställning
| Plats | Förare          | Märke  | Poäng |
| ----- | --------------- | ------ | ----- |
| 1     | Carlos Sainz    | Toyota | 140   |
| 2     | Didier Auriol   | Lancia | 95    |
| 3     | Juha Kankkunen  | Lancia | 85    |
| 4     | Miki Biasion    | Lancia | 76    |
| 5     | Mikael Ericsson | Toyota | 32    |
| 6     | Dario Cerrato   | Lancia | 30    |